# Hydroeciodes cetebu
Hydroeciodes cetebu là một loài bướm đêm trong họ Noctuidae.